# Ивановский (Кемеровская область)
Ивановский — упразднённый посёлок в Таштагольском районе Кемеровской области. На момент упразднения входил в состав Усть-Колзасского сельского поселения. Исключен из учётных данных в 1997 году.

## География
Располагался на реке Камзас (приток реки Мрассу), на расстоянии примерно 14 км по прямой к северу от посёлка Мрассу.

## Население
| 1970 | 1979 | 1989 |
| ---- | ---- | ---- |
| 64   | ↘10  | ↘1   |